# Dacian Cioloș
Dacian Cioloș (Zalău, 27 juli 1969) is een Roemeens politicus van REPER. Van november 2015 tot januari 2017 was hij premier van Roemenië. Eerder was hij van 9 februari 2010 tot 1 november 2014 Europees commissaris belast met landbouw en plattelandsontwikkeling in de commissie-Barroso II. Sinds 2019 zetelt Cioloș in het Europees Parlement, waar hij tot oktober 2021 leider was van Renew Europe.

## Politieke loopbaan
Van augustus 2007 tot eind 2008 was Cioloș partijloos minister van Landbouw in het kabinet-Popescu-Tăriceanu, dat geleid werd door premier Călin Popescu-Tăriceanu. In november 2009 werd hij voorgedragen als Roemeens eurocommissaris voor Landbouw en Plattelandsontwikkeling in de commissie-Barroso II. Hij volgde in die functie zijn landgenoot Leonard Orban en de Deense Mariann Fischer Boel op. In 2014 werd hij als Roemeens eurocommissaris opgevolgd door Corina Crețu, terwijl zijn portefeuille Landbouw en Plattelandsontwikkeling werd overgenomen door Phil Hogan.
Na de val van het kabinet-Ponta IV in oktober 2015 werd Dacian Cioloș door president Klaus Johannis voorgedragen als nieuwe premier van Roemenië. Tot dan toe had hij nog weinig politieke functies vervuld. Hij stelde een kabinet van technocraten samen dat op 17 november door het parlement werd goedgekeurd. Het kabinet-Cioloș heeft ruim een jaar geregeerd, tot na de parlementsverkiezingen van eind 2016 een nieuwe regering werd gevormd onder leiding van Sorin Grindeanu.
In maart 2017 zette hij de stichting România 100 op. Uit deze stichting kwam zijn eigen partij genaamd de Roemenië Samen beweging (Mișcarea România Împreună, RO+) voort. Het registreren van deze partij voor de Europese verkiezingen in 2019 verliep dermate langzaam dat men de registratie stopte en meeging in een andere registratie onder de naam Vrijheid, eenheid en solidariteitspartij (Partidul Libertății, Unității și Solidarității, PLUS+). Cioloș werd verkozen tot voorzitter van de partij voor een periode van één jaar. Op 8 december 2019 werd hij herkozen voor nog een jaar.
In 2019 werd hij verkozen tot Europees Parlementslid en tot voorzitter van de Europese liberale fractie Renew Europe (de opvolger van ALDE). Hij versloeg in de verkiezingen onder anderen de Nederlandse Sophie in ’t Veld. Cioloș leidde de fractie tot oktober 2021.
In september 2021 fuseerde PLUS+ met de USR, met wie ze net enkele maanden in een regering hadden gezeten. Dacian Cioloș werd daarbij verkozen tot partijleider en de partij ging verder als USR.
Na de val van het kabinet-Cîțu in oktober 2021 werd Cioloș door president Johannis opnieuw naar voren geschoven als premier. Zijn voorgestelde kabinet werd echter door het parlement weggestemd, waarna een regering werd gevormd door Nicolae Ciucă (PNL). In februari 2022 nam Cioloș ontslag als partijvoorzitter van de USR. In mei van datzelfde jaar stapte Cioloș helemaal uit de partij en begon hij samen met vier andere opgestapte USR leden een nieuwe politieke partij genaamd REPER.